# Might Is Right
Might Is Right (La force est le droit), sous-titré The Survival of the Fittest, est un livre écrit par Ragnar Redbeard, nom de plume supposé d'Arthur Desmond (en). D'abord paru en 1896, le livre préconise l'amoralité, le conséquentialisme et l'hédonisme psychologique. 
Dans Might Is Right, Redbeard rejette les idées conventionnelles telles que la promotion des droits humains et naturels, argumentant que seule la force ou la puissance physique peut établir ce qui est moralement juste (une position comparable à celle de Calliclès ou de Thrasymaque). Le livre attaque également le christianisme et la démocratie. Les théories de la moralité entre le maître et l'esclave et de l'instinct grégaire de Friedrich Nietzsche, auteur de la même époque, servent d'inspirations à Redbeard pour l'écriture de ce livre. L'ouvrage a également été cité par Santino William Legan âgé de 19 ans, l'auteur de la fusillade en 2019 au Festival de l'ail de Gilroy qui a fait 4 morts dont le tireur lui-même.